# Richard A. Knaak
Richard A. Knaak (ur. 28 maja 1961 w Chicago) – amerykański pisarz fantasy, chemik na Uniwersytecie Illinois w Champaign-Urbana.
Richard A. Knaak zainteresował się fantastyką po przeczytaniu książki Andre Norton pt. Storm over Warlock.
Jego twórczość obraca się wokół smoków – zaczął od pisania książek z cyklu Dragonlance, później stworzył własny cykl Smocze Królestwo (Dragonrealm).